# Бин, Соуни
Александр «Соуни» Бин (англ. Alexander "Sawney" Bean) — полулегендарный глава клана из 48 членов, якобы живший в Шотландии в XV или XVI веке, который, как сообщается, был казнён за массовое убийство и последующие акты каннибализма в отношении более чем 1000 человек.
История о нём впервые появилась в так называемом «Ньюгейтском справочнике» — каталоге преступников известной Ньюгейтской тюрьмы в Лондоне. В то время как многие историки склонны считать, что Соуни Бина никогда не существовало или что его история была сильно преувеличена, его история стала частью местного фольклора и ныне является частью туристической индустрии Эдинбурга.

## Легенда

### Начало каннибализма
Согласно Ньюгейтскому справочнику, Александр Бин родился в Восточном Лотиане в период правления короля Якова I (середина XV века), хотя в других источниках указывалась более поздняя дата рождения. Его отец якобы был землекопом, а мать стригла живые изгороди, и Бин попытался пойти по стопам родителей, но быстро понял, что у него было мало желания жить честным трудом.
Бин в итоге ушёл из дома вместе с порочной женщиной, которую некоторые версии легенды называют ведьмой и связывают с Чёрной Агнес. Она, по-видимому, также разделяла его взгляды на жизнь. Пара поселилась в прибрежной пещере неподалеку от современного города Гервана (графство Галлоуэй, область Южный Эршир). Пещера уходила почти на 200 м вглубь скалы, и во время прилива вход в неё затапливало водой. В этой пещере Бин с женой якобы жили незаметно в течение двадцати пяти лет.
У пары в конечном счёте родилось восемь сыновей, шесть дочерей, восемнадцать внуков и четырнадцать внучек. Некоторые дети и внуки, согласно легенде, появились на свет в результате инцеста. Не имея желания к постоянной работе, клан существовал посредством устройства тщательно продуманных ночных засад на обочине дороги, во время которых они терпеливо караулили одиноких путешественников или небольшие группы и, когда люди подходили достаточно близко, нападали врасплох, грабили и убивали их; поскольку семья была достаточно большая и всегда действовала вместе, у путешественников оказывались отрезаны все пути к отступлению.
Скудных доходов от таких ограблений, как предполагается, не хватало для того, чтобы поддерживать увеличивавшееся количество членов клана, и с какого-то момента семья якобы начала есть тела своих жертв. После убийства трупы доставлялись ими в их пещеру, где Бин и его семья расчленяли и поедали их. То, что не съедали сразу, мариновали на будущее. Вскоре число их жертв увеличилось, и они стали выбрасывать некоторые части тела трупов, которые не хотели есть, в соседнее море, и, как сообщалось, на местных пляжах иногда обнаруживались выброшенные волнами человеческие останки.
Эти останки и исчезновения людей не остались незамеченными со стороны местных жителей, однако первоначально никто не догадывался о том, кто совершает эти преступления. Члены клана Бина оставались в пещере в течение светлого времени суток и атаковали своих жертв только по ночам. Клан, как сообщается, скрывался настолько хорошо, что местные крестьяне не знали, что рядом с ними живёт семья из 48 убийц и каннибалов.
Когда количество исчезновений стало по-настоящему значительным, было предпринято несколько организованных акций по розыску виновных. В результате одних таких поисков, как сообщается, крестьяне приблизились к пещере каннибалов, но не смогли поверить, что там могут жить люди. Несколько невиновных людей стали жертвами самосуда со стороны разъярённых и отчаявшихся крестьян, но исчезновения людей продолжались. Подозрение часто падало на местных владельцев таверн, так как они часто оказывались последними, кто видел многих из пропавших без вести живыми.

### Поимка и казнь
После 25 лет тайной жизни, полной убийств, история семьи каннибалов подошла к концу. Однажды ночью Бин и его клан устроили засаду на семейную пару, возвращавшуюся через лес с местной ярмарки на одной лошади. Мужчина, однако, оказался подготовленным бойцом, ловко сражаясь с членами клана своим мечом. Его жена, однако, ещё в начале конфликта была смертельно ранена выстрелом из пистолета, сделанным кем-то из клана, и упала на землю. Мужчина после этого, как сообщается, начал сражаться с ещё большим ожесточением, и в это время, прежде, чем каннибалы смогли одолеть его, на лесной дороге показалась большая группа возвращавшихся с ярмарки людей, чьё появление вынудило Бина и его клан бежать.
Согласно другим данным, они убили жену и рабочего и напали на мужчину, у которого оказался пистолет; звук выстрела привлёк находившихся неподалёку стражников, которые преследовали членов клана до пещер, но потеряв след и не найдя следов лодки (ранее считалось, что людоеды приходили из моря), устроили засаду и при отливе увидели вход в пещеру
Вскоре после того, как о существовании семьи каннибалов стало известно, король Шотландии Яков VI (позже Яков I, король Англии) узнал об их зверствах и решил провести на них большую охоту. По сообщениям, он собрал отряд из 400 вооружённых человек и множество охотничьих собак. Вскоре они нашли пещеру Бина Беннан Хед. Пещера была усеяна человеческими останками, будучи ареной множества убийств и актов каннибализма.
Члены клана были захвачены живыми и доставлены в цепях в тюрьму Толбут в Эдинбурге, затем переведены в Лейт или Глазго, где были быстро казнены без суда; мужчинам отрезали их гениталии, оторвали руки и ноги, и оставили истекать кровью до смерти; женщины и дети, после просмотра того, как умирали мужчины клана, были сожжены заживо.
В городе Герван, расположенном недалеко от предполагаемого места событий, есть ещё одна легенда об этом клане каннибалов. В ней говорится, что одна из дочерей Бина ещё до поимки покинула клан и поселилась в Герван, где посадила так называемое «волосистое дерево». После захвата её семьи личность дочери была установлена разгневанными местными жителями, которые повесили её на суку этого дерева. Ныне это дерево по-прежнему растёт в этом городе на улице Далримпл-Стрит.

## Источники и достоверность

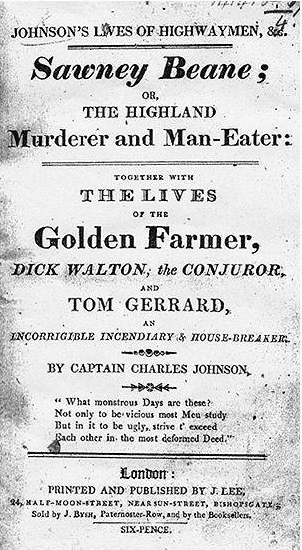
Обложка книги Чарльза Джонсона, посвященной истории Сони Бина (XVIII век.).